# Eoghan O'Connell
Eoghan O'Connell (13 augustus 1995) is een Iers professioneel voetballer die speelt als verdediger voor Wrexham. Hij begon zijn jeugdcarrière in de Republiek Ierland, trad in 2011 toe tot de opleiding van de Schotse club Celtic en maakte drie jaar later zijn debuut in het eerste elftal. Door de club werd hij uitgeleend aan Oldham Athletic, Cork City en Walsall. In 2017 tekende hij bij de Engelse derdeklasser Bury en na twee seizoenen bij The Shakers verhuisde hij in de zomer van 2019 naar Rochdale voordat hij in 2022 naar Charlton Athletic verhuisde. Op 31 januari 2023, Deadline Day, verhuisde hij naar National League club Wrexham. Met de club dwong hij een half jaar later promotie af naar het Engelse profvoetbal, de EFL League Two. 
O'Connell is een neef van de voormalige Ierse rugbyspeler Paul O'Connell.

## Internationaal
O'Connell debuteerde in augustus 2013 in Ierland -19. Die dag verloor hij met zijn ploeggenoten een vriendschappelijke wedstrijd tegen Noorwegen -19. In september 2016 werd hij door manager Noel King opgeroepen voor de onder-21 voor de kwalificatiewedstrijden voor het EK Onder-21 2017 tegen Slovenië onder 21 en Servië onder 21. Op 2 september maakte hij zijn debuut in de onder de 21 in een 2-0 overwinning tegen Slovenië.